# Trilacuna merapi
Espèce
Trilacuna merapi est une espèce d'araignées aranéomorphes de la famille des Oonopidae.

## Distribution
Cette espèce est endémique de Sumatra en Indonésie.

## Description
Les mâles mesurent de 1,7 à 2,2 mm et les femelles de 2,1 à 2,6 mm.

## Étymologie
Son nom d'espèce lui a été donné en référence au lieu de sa découverte, le Gunung Merapi.

## Publication originale
- Eichenberger & Kranz-Baltensperger, 2011 : New Trilacuna species from Thailand, Malaysia and Sumatra (Araneae, Oonopidae). Zootaxa, no 2823, p. 1–31.